# Olympische Winterspiele 2002/Teilnehmer (Mazedonien)
| Gelbes Symbol für Goldmedaillen mit stilisierten Olympischen Ringen | Graues Symbol für Silbermedaillen mit stilisierten Olympischen Ringen | Braundes Symbol für Bronzemedaillen mit stilisierten Olympischen Ringen |
| ------------------------------------------------------------------- | --------------------------------------------------------------------- | ----------------------------------------------------------------------- |
| —                                                                   | —                                                                     | —                                                                       |

Mazedonien nahm an den Olympischen Winterspielen 2002 im US-amerikanischen Salt Lake City mit zwei Athleten teil. Es war die zweite Teilnahme des Landes bei Winterspielen.

## Teilnehmer nach Sportarten

### Ski Alpin
- Dejan Panovski
Riesenslalom, Männer: 52. Platz
Slalom, Männer: dnf

### Ski Nordisch
- Gjoko Dineski
Langlauf, 1,5 km Sprint, Männer: 63. Platz
Langlauf, 30 km Freistil, Männer: 68. Platz